# Jacksonville Lizard Kings
Die Jacksonville Lizard Kings waren eine US-amerikanische Eishockeymannschaft in Jacksonville, Florida. Das Team spielte von 1995 bis 2000 in der East Coast Hockey League.

## Geschichte
Die Louisville Icehawks aus der East Coast Hockey League wurden vier Jahre nach ihrer Gründung im Anschluss an die Saison 1993/94 nach Jacksonville, Florida, umgesiedelt und in Jacksonville Lizard Kings umbenannt. Nach einem Jahr Vorbereitungszeit nahm die Mannschaft dort zur Saison 1995/96 den Spielbetrieb in der ECHL auf. Ihre erfolgreichste Spielzeit absolvierte die Mannschaft in ihrer Premierenspielzeit, in der sie mit dem fünften Platz als letztes Team der South-Division in der regulären Saison in die Playoffs um den Kelly Cup einzogen, wo sie zunächst die Louisiana IceGators schlugen, ehe sie durch Siege gegen die Richmond Renegades und Toledo Storm erst im Kelly-Cup-Finale mit einem Sweep in der Best-of-Seven-Serie den Charlotte Checkers unterlagen. Anschließend konnte das Team nicht mehr an diesen Erfolg anknüpfen und erreichte nur noch in der Saison 1998/99 die Playoffs, scheiterte jedoch bereits in der ersten Runde. 
Nach fünf Spielzeiten wurden die Lizard Kings 2000 aufgelöst, nachdem der Neubau einer eigenen Arena nicht finanziert werden konnte. 

## Saisonstatistik
Abkürzungen: GP = Spiele, W = Siege, L = Niederlagen, T = Unentschieden, OTL = Niederlagen nach Overtime SOL = Niederlagen nach Shootout, Pts = Punkte, GF = Erzielte Tore, GA = Gegentore, PIM = Strafminuten
| Saison  | GP | W  | L  | T  | OTL | SOL | Pts | GF  | GA  | Platz         | Playoffs                       |
| 1995/96 | 70 | 33 | 29 | —  | 8   | —   | 74  | 267 | 288 | 5., South     | Niederlage im Finale           |
| 1996/97 | 70 | 21 | 37 | 12 | —   | —   | 54  | 220 | 299 | 8., South     | nicht qualifiziert             |
| 1997/98 | 70 | 35 | 29 | 6  | —   | —   | 76  | 243 | 239 | 3., Southeast | nicht qualifiziert             |
| 1998/99 | 70 | 35 | 33 | 2  | —   | —   | 72  | 235 | 255 | 5., Southeast | Niederlage in der ersten Runde |
| 1999/00 | 70 | 27 | 34 | —  | 9   | —   | 63  | 246 | 291 | 7., Southeast | nicht qualifiziert             |

## Team-Rekorde

### Karriererekorde
Spiele: 206  Brad Federenko
Tore: 72  Brad Federenko
Assists: 104  Brad Federenko
Punkte: 176   Brad Federenko
Strafminuten: 513  Doug Evans

## Bekannte Spieler
- Rich Bronilla
- Lars Brüggemann
- Mike Burman
- David Cunniff
- Oļegs Sorokins